# Paradise Hills
A Paradise Hills 2019-ben bemutatott spanyol sci-fi thriller, amelyet Alice Waddington rendezett (rendezői debütálás). A főszereplők Emma Roberts, további szereplők Danielle Macdonald, Awkwafina, Jeremy Irvine, Arnaud Valois, Eiza González és Milla Jovovich.
Világpremierje a Sundance Filmfesztiválon volt 2019. január 29-én. Spanyolországban az Alfa Pictures kiadta 2019. október 11-én, az Amerikai Egyesült Államokban pedig 2019. október 25-én a Samuel Goldwyn Films. Magyarországon DVD-n jelent meg szinkronizálva 2020. októberében.
Umát, egy fiatal nőt Paradise-ba küldenek, ami egy titokzatos viselkedésmódosító központ, ahol a  családjuknak nem megfelelő módon viselkedő nőket próbálják átformálni.

## Szereplők
| Szerep    | Színész            | Magyar hang   |
| --------- | ------------------ | ------------- |
| Uma       | Emma Roberts       | Pekár Adrienn |
| Chloe     | Danielle Macdonald | Mayer Szonja  |
| Yu        | Awkwafina          | Molnár Ilona  |
| Markus    | Jeremy Irvine      | Czető Roland  |
| Son       | Arnaud Valois      | Bogdán Gergő  |
| Amarna    | Eiza González      | Nagy Blanka   |
| Hercegné  | Milla Jovovich     | Kéri Kitty    |
| Kedvenc 1 | Horváth Dániel     | saját hangján |

## Gyártás
2017 novemberében Emma Roberts és Danielle Macdonald csatlakozott a film szereplőihez, Alice Waddington rendezte Nacho Vigalondo és Brian DeLeeuw forgatókönyvéből, Adrián Guerra és Núria Valls a filmproducerei. 2018 márciusában Eiza González csatlakozott a film stábjához. 2018 áprilisában Milla Jovovich, Jeremy Irvine és Awkwafina csatlakozott a szereplőkhöz.

### Forgatás
A film forgatása 2018 áprilisában kezdődött. A forgatási helyszínek Gáldar, Gran Canaria, Kanári-szigetek és Barcelona.